# Frédéric Perrier
Pour les articles homonymes, voir Perrier.
Frédéric Perrier est un homme politique français né le 31 octobre 1775 à Simandre (Ain) et mort le 6 février 1858 à Trévoux (Ain).
Avocat, juge suppléant à Trévoux sous l'Empire, il est un opposant à la Restauration. Président du tribunal de Trévoux en 1832, il est député de l'Ain de 1834 à 1848, siégeant dans la majorité soutenant la Monarchie de Juillet.

## Sources
« Frédéric Perrier », dans Adolphe Robert et Gaston Cougny, Dictionnaire des parlementaires français, Edgar Bourloton, 1889-1891 [détail de l’édition]